# IC 5074
IC 5074 ist eine Spiralgalaxie vom Hubble-Typ S im Sternbild Pfau am Südsternhimmel. Sie ist schätzungsweise 206 Millionen Lichtjahre von der Milchstraße entfernt.
Das Objekt wurde am 19. September 1903 vom US-amerikanischen Astronomen Royal Harwood Frost entdeckt.